# دير كريك (مقاطعة تايلور)
دير كريك، مقاطعة تايلور (بالإنجليزية: Deer Creek, Taylor County, Wisconsin)‏ هي بلدة تقع بولاية ويسكونسن في الولايات المتحدة. تبلغ مساحتها 88.7 (كم²)، وترتفع عن سطح البحر 441 م، بلغ عدد سكانها 733 نسمة في عام 2000 حسب إحصاء مكتب تعداد الولايات المتحدة وتصل الكثافة السكانية فيها 8.3 نسمة/كم2.

## وصلات خارجية
- The US50 - Cities and Towns in Wisconsin State
- Wisconsin Cities and Towns, Facts, Map, Flag, Colleges, Government, and More